# Puchar Słowacji w piłce siatkowej mężczyzn (2024/2025)
Niké Puchar Słowacji w piłce siatkowej mężczyzn 2024/2025 (słow. Niké Slovenský pohár vo volejbale mužov 2024/2025) – 27. edycja siatkarskiego Pucharu Słowacji zorganizowana przez Słowacki Związek Piłki Siatkowej (słow. Slovenská Volejbalová Federácia, SVF), jednocześnie 5. edycja turnieju o Trofeum Štefana Pipy (słow. Trofej Štefana Pipu). Rozpoczęła się 23 października 2024 roku.
W rozgrywkach o Puchar Słowacji uczestniczyło 7 drużyn z extraligi. Rozgrywki składały się z ćwierćfinałów, półfinałów oraz finału. We wszystkich rundach obowiązywał system pucharowy.
Finał, oficjalnie znany jako Niké Superfinał (słow. Niké SuperFinále), odbył się 15 lutego 2025 roku w nowo powstałym Centrum Sportowym Uniwersytetu Żylińskiego (słow. Športové centrum Žilinskej univerzity). Było to pierwsze wydarzenie w tym obiekcie. Po raz dziesiąty, jednocześnie drugi raz z rzędu, Puchar Słowacji zdobył VKP FTVŠ UK Bratislava, który w finale pokonał TJ Spartak Myjava. Najlepszym zawodnikiem (MVP) finału został wybrany Tomáš Kriško.
Tytularnym sponsorem rozgrywek było przedsiębiorstwo bukmacherskie Niké.

## System rozgrywek
Rozgrywki o Puchar Słowacji w sezonie 2024/2025 składały się z ćwierćfinałów, półfinałów i finału. We wszystkich rundach obowiązywał system pucharowy. Ćwierćfinałowe i półfinałowe pary zostały wyłonione w drodze losowania. Losowanie ćwierćfinałów odbyło się 15 lipca, a półfinałów – 11 listopada. Ze względu na nieparzystą liczbę drużyn VKP FTVŠ UK Bratislava, jako zdobywca Pucharu Słowacji w sezonie 2023/2024, uzyskał bezpośredni awans do półfinału.
W ćwierćfinałach i półfinałach w ramach każdej pary rozegrano dwumecz. O awansie decydowała liczba zdobytych punktów meczowych. Za zwycięstwo 3:0 lub 3:1 drużyna otrzymywała 3 punkty, za zwycięstwo 3:2 – 2 punkty, za porażkę 2:3 – 1 punkt, natomiast za porażkę 1:3 lub 0:3 – 0 punktów. W przypadku równej liczby punktów grany był tzw. złoty set do 15 punktów z konieczną przewagą co najmniej dwóch punktów jednego zespołu. Gospodarzem pierwszego spotkania w parze była drużyna wylosowana jako pierwsza. Zwycięzcy półfinałów rozegrali mecz finałowy o Puchar Słowacji.

## Drużyny uczestniczące
W Pucharze Słowacji w sezonie 2024/2025 uczestniczyło 7 drużyn występujących w extralidze.
| Niké extraliga (8 drużyn)                      | Niké extraliga (8 drużyn) |
| ---------------------------------------------- | ------------------------- |
| Rieker UJS Komárno                             | półfinał                  |
| ŠVK Tatran Slovenská Ľupča-UMB Banská Bystrica | ćwierćfinał               |
| TJ Slávia Svidník                              | ćwierćfinał               |
| TJ Spartak Myjava                              | finał                     |
| VK Mirad UNIPO Prešov                          | półfinał                  |
| VK Slávia SPU Nitra                            | ćwierćfinał               |
| VKP FTVŠ UK Bratislava                         | zwycięstwo                |

## Rozgrywki
Godziny do 27 października 2024 roku podane są według strefy czasowej UTC+2, a od 27 października 2024 roku – według strefy czasowej UTC+1.

### Ćwierćfinały
| 23 października 2024 17:00 Źródło: | VK Mirad UNIPO Prešov | 2:3 (21:25, 25:22, 25:22, 14:25, 12:15) | VK Slávia SPU Nitra | Športová hala UNIPO, Preszów Widzów: 210 Sędzia: Ľuboslav Soták i Peter Höger MVP: Matúš Suchanič i Michal Kilian |

| 5 listopada 2024 19:00 Źródło: | VK Slávia SPU Nitra | 1:3 (28:26, 16:25, 20:25, 23:25) | VK Mirad UNIPO Prešov | Mestská športová hala, Nitra Widzów: 320 Sędzia: Miroslav Sarka i Marek Szász MVP: Emanuel Kohút i Erik Gulák |

| Wynik dwumeczu | VK Slávia SPU Nitra | 2:4 | VK Mirad UNIPO Prešov |  |

| 23 października 2024 18:00 Źródło: | TJ Spartak Myjava | 3:1 (25:16, 21:25, 25:8, 26:24) | TJ Slávia Svidník | Mestská športová hala, Myjava Sędzia: Miroslav Sarka i Peter Čuntala MVP: Branislav Skasko i Radovan Vitko |

| 6 listopada 2024 17:00 Źródło: | TJ Slávia Svidník | 3:2 (17:25, 25:19, 25:18, 21:25, 15:10) | TJ Spartak Myjava | Športová hala, Svidník Widzów: 80 Sędzia: Pavol Andrejčák i Igor Porvazník MVP: Martin Sopko mł. i Filip Makónyi |

| Wynik dwumeczu | TJ Slávia Svidník | 2:4 | TJ Spartak Myjava |  |

| 23 października 2024 19:00 Źródło: | Rieker UJS Komárno | 3:0 (25:20, 25:20, 25:21) | ŠVK Tatran Slovenská Ľupča-UMB Banská Bystrica | Mestská športová hala, Komárno Widzów: 200 Sędzia: Miroslav Juráček i Danica Viktoríni-Lisá MVP: Patrik Kudra i Max Veselý |

| 6 listopada 2024 18:00 Źródło: | ŠVK Tatran Slovenská Ľupča-UMB Banská Bystrica | 3:2 (22:25, 19:25, 25:20, 28:26, 15:10) | Rieker UJS Komárno | ZŠ Sama Cambela, Slovenská Ľupča Widzów: 90 Sędzia: Peter Malík i Andrii Yurlov MVP: Richard Petruf i Ádám György Liška |

| Wynik dwumeczu | ŠVK Tatran Slovenská Ľupča-UMB Banská Bystrica | 2:4 | Rieker UJS Komárno |  |

### Półfinały
| 10 grudnia 2024 19:30 Źródło: | VKP FTVŠ UK Bratislava | 3:2 (25:23, 25:22, 18:25, 21:25, 16:14) | Rieker UJS Komárno | Gopass Aréna, Bratysława Widzów: 300 Sędzia: Igor Schimpl i Dušan Dovičovič MVP: Tomáš Kriško i Lukáš Smolej |

| 21 stycznia 2025 19:00 Źródło: | Rieker UJS Komárno | 1:3 (21:25, 17:25, 25:18, 20:25) | VKP FTVŠ UK Bratislava | Mestská športová hala, Komárno Widzów: 300 Sędzia: Boris Kováč i Miroslav Sarka MVP: Tomáš Halanda i Andrej Billich |

| Wynik dwumeczu | Rieker UJS Komárno | 1:5 | VKP FTVŠ UK Bratislava |  |

| 11 grudnia 2024 18:00 Źródło: | TJ Spartak Myjava | 3:0 (25:19, 25:19, 25:17) | VK Mirad UNIPO Prešov | Mestská športová hala, Myjava Widzów: 135 Sędzia: Peter Čuntala i Fedor Tiršel MVP: Ondrej Zeman i Pavol Anderko |

| 15 stycznia 2025 17:00 Źródło: | VK Mirad UNIPO Prešov | 1:3 (16:25, 25:18, 18:25, 27:29) | TJ Spartak Myjava | Športová hala UNIPO, Preszów Widzów: 183 Sędzia: Peter Höger i Igor Porvazník MVP: Róbert Pijáček i Samuel Paňko |

| Wynik dwumeczu | VK Mirad UNIPO Prešov | 0:6 | TJ Spartak Myjava |  |

### Finał
| 15 lutego 2025 16:00 Źródło: | TJ Spartak Myjava | 1:3 (23:25, 18:25, 25:22, 23:25) | VKP FTVŠ UK Bratislava | Športové centrum UNIZA, Żylina Widzów: 1350 Sędzia: Peter Malík i Igor Porvazník MVP: Tomáš Kriško |